# Arhitektonsko inženjerstvo
Arhitektonsko inženjerstvo, takođe poznato kao građevinsko inženjerstvo, inženjerska je disciplina koja se bavi tehnološkim aspektima i multidisciplinarnim pristupom planiranju, projektovanju, izgradnji i radu zgrada, kao što su analiza i integrisani dizajn ekoloških sistema (konzervacija energije, HVAC, vodovod, osvetljenje , zaštita od požara, akustika, vertikalni i horizontalni transport), strukturni sistemi, ponašanje i svojstva građevinskih komponenata i materijala i upravljanje građevinom.
Od smanjenja emisije gasova staklene bašte do izgradnje otpornih zgrada, arhitektonski inženjeri prednjače u rešavanju nekoliko glavnih izazova 21. veka. Oni primenjuju najnovija naučna saznanja i tehnologije na dizajniranju zgrada. Arhitektonsko inženjerstvo kao relativno nova licencirana profesija pojavilo se u 20. veku kao rezultat brzog tehnološkog razvoja. Arhitektonski inženjeri prednjače u dve istorijski važne oblasti današnjice: (1) brzoj naprednoj računarskoj tehnologiji, i (2) paralelnoj revoluciji koja proizlazi iz potrebe za stvaranjem održive planete.
Od arhitekture kao umetnosti dizajnerskog arhitektonskog inženjerstva, razlikuje se umetnost i nauka o inženjerstva i građevinarstva onako kako se praktikuje u kontekstu zgrada.

## Srodna inženjerska i dizajnerska polja

### Strukturno inženjerstvo
Strukturno inženjerstvo uključuje analizu i projektovanje izgrađenog okruženja (zgrada, mostova, nosači opreme, tornjeva i zidova). Inženjeri ove oblasti koji koncentrišu na zgrade ponekad se neformalno nazivaju „građevinskim inženjerima”. Građevinskim inženjerima je neophodna stručnost u čvrstoći materijala, strukturnoj analizi i predviđanju strukturnog opterećenja, kao što su težina zgrade, stanara i sadržaja, kao i ekstremni događaji poput vetra, kiše, leda i seizmičkog dizajna konstrukcija, što se naziva zemljotresnim inženjerstvom. Arhitektonski inženjeri ponekad inkorporiraju strukturu kao jedan od aspekata svog dizajna; strukturna disciplina, kada se praktikuje kao specijalnost, blisko sarađuje sa arhitektama i drugim inženjerskim specijalistima.

### Mašinsko, električno i vodovodno inženjerstvo (MEP)
Specijalnosti mašinstva i elektrotehnike se obično nazivaju mašinstvo, elektrotehnika i vodovod, kada su inženjeri tih oblasti angažovani na polju dizajna zgrada. Takođe je poznato i kao „inženjerstvo građevinskih usluga” u Ujedinjenom Kraljevstvu, Kanadi i Australiji. Mašinski inženjeri često projektuju i nadgledaju sisteme grejanja, ventilacije i klimatizacije (HVAC), vodovoda i kišnice. Dizajneri vodovoda često koriste specifikacije dizajna za jednostavne sisteme aktivne zaštite od požara, dok za složenije projekte inženjeri zaštite od požara često se odvojeno angažuju. Inženjeri elektrotehnike odgovorni su za distribuciju električne energije u zgradi, telekomunikacije, požarni alarm, signalizaciju, zaštitu od groma i sisteme upravljanja, kao i sisteme osvetljenja

## Literatura
- Hibbeler, R. C (2010). Structural Analysis.. Prentice-Hall.
- Blank, Alan; McEvoy, Michael; Plank, Roger (1993). Architecture and Construction in Steel. Taylor & Francis.  0-419-17660-8.
- Hewson, Nigel R. (2003). Prestressed Concrete Bridges: Design and Construction. Thomas Telford.  0-7277-2774-5.
- Heyman, Jacques (1999). The Science of Structural Engineering. Imperial College Press.  1-86094-189-3.
- Hosford, William F. (2005). Mechanical Behavior of Materials. Cambridge University Press.  0-521-84670-6.
- Blockley, David (2014). A Very Short Introduction to Structural Engineering. Oxford University Press  978-0-19967193-9.
- Bradley, Robert E.; Sandifer, Charles Edward (2007). Leonhard Euler: Life, Work, and Legacy. Elsevier.  0-444-52728-1.
- Chapman, Allan. (2005). England's Leornardo: Robert Hooke and the Seventeenth Century's Scientific Revolution. CRC Press.  0-7503-0987-3.
- Dugas, René (1988). A History of Mechanics. Courier Dover Publications.  0-486-65632-2.
- Feld, Jacob; Carper, Kenneth L. (1997). Construction Failure. John Wiley & Sons.  0-471-57477-5.
- Galilei, Galileo. (translators: Crew, Henry; de Salvio, Alfonso) (1954). Dialogues Concerning Two New Sciences. Courier Dover Publications.  0-486-60099-8
- Kirby, Richard Shelton (1990). Engineering in History. Courier Dover Publications.  0-486-26412-2.
- Heyman, Jacques (1998). Structural Analysis: A Historical Approach. Cambridge University Press.  0-521-62249-2.
- Labrum, E.A. (1994). Civil Engineering Heritage. Thomas Telford.  0-7277-1970-X.
- Lewis, Peter R. (2004). Beautiful Bridge of the Silvery Tay. Tempus.
- Mir, Ali (2001). Art of the Skyscraper: the Genius of Fazlur Khan. Rizzoli International Publications.  0-8478-2370-9.
- Rozhanskaya, Mariam; Levinova, I. S. (1996). "Statics" in Morelon, Régis & Rashed, Roshdi (1996). Encyclopedia of the History of Arabic Science, vol. 2–3, Routledge.  0-415-02063-8
- Whitbeck, Caroline (1998). Ethics in Engineering Practice and Research. Cambridge University Press.  0-521-47944-4.
- Hoogenboom P.C.J. (1998). "Discrete Elements and Nonlinearity in Design of Structural Concrete Walls", Section 1.3 Historical Overview of Structural Concrete Modelling,  90-901184-3-8.
- Nedwell, P.J.; Swamy, R.N.(ed) (1994). Ferrocement:Proceedings of the Fifth International Symposium. Taylor & Francis.  0-419-19700-1.
- „What Is MEP Engineering?”. Reference (на језику: енглески). Приступљено 2019-03-24.
- „Guidance for filtration and air-cleaning systems to protect building environments from airborne chemical, biological, or radiological attacks.” (PDF). 2003-04-01. doi:10.26616/nioshpub2003136.
- „Efficiency: How we do it”. Google Data Centers. Приступљено 2019-03-24.
- Kinney, Larry. New Evaporative Cooling Systems: An Emerging Solution for Homes in Hot Dry Climates with Modest Cooling Loads. Southwest Energy Efficiency Project.
- „Migrate from MEP to MEPIT”. www.linkedin.com (на језику: енглески). Приступљено 2019-03-20.
- Portman, Jackie (јул 2014). Building Services Design Management. Oxford:UK: Wiley-Blackwell. ISBN 978-1118528129.
- „Accredited Courses”. CIBSE. Приступљено 2022-03-19.
- Search All Accredited Programs Архивирано 2011-08-17 на сајту
- McGrail, David M. (2007). Firefighting Operations in High-Rise and Standpipe-Equipped Buildings (на језику: енглески). PennWell Books. ISBN 9781593700546.
- „Fire Fighting Foams”. www.chemguard.com. Приступљено 2019-06-13.
- ASCE. (2000). Pre-standard and Commentary for the Seismic Rehabilitation of Buildings (FEMA-356) (Report No. FEMA 356). Reston, VA: American Society of Civil Engineers prepared for the Federal Emergency Management Agency.
- ATC. (1985). Earthquake Damage Evaluation Data for California (ATC-13) (Report). Redwood, CA: Applied Technology Council.
- „2.2.1(1)”. Eurocode 0: Basis of structural design EN 1990. Bruxelles: European Committee for Standardization. 2002.
- „1604.2”. International Building Code. USA: International Code Council. 2000. стр. 295. ISBN 1-892395-26-6.
- „2.2.5(b)”. Eurocode 0: Basis of structural design EN 1990. Bruxelles: European Committee for Standardization. 2002.
- Rao, Singiresu S. (1992). Reliability Based Design. USA: McGraw-Hill. стр. 214—227. ISBN 0-07-051192-6.

## Spoljašnje veze
- ASHRAE American Society of Heating, Refrigerating and Air-Conditioning Engineers
- BESA Building Engineering Services Association
- BSRIA Архивирано на веб-сајту  (30. март 2019) The Building Services Research and Information Association
- CIBSE Chartered Institute of Building Services Engineers
- ECA ECA - Excellence in Electrotechnical and Engineering Services